# Босоніж по парку (фільм)
«Босоніж у парку» (англ. Barefoot in the Park) — американський романтичний комедійний фільм 1967 року режисера Джина Сакса за сценарієм Ніла Саймона, адаптований за його однойменною п'єсою 1963 року з Робертом Редфордом та Джейн Фондою в ролі молодят. Пол, консервативний адвокат, одружується на життєрадісній Корі, але їхні надзвичайно пристрасні стосунки перетворюються на комічний розбрат у п'ятиповерховій квартирі в Нью-Йорку. У ролях другого плану — Шарль Буає, Мілдред Натвік, Герберт Едельман та Мейбл Альбертсон.
«Босоніж по парку» був випущений театральним виданням «Парамаунт Пікчерс» 25 травня 1967 року з критичним та комерційним успіхом. Критики високо оцінили адаптацію, легкий тон та акторську гру. Фільм заробив у всьому світі 30 млн доларів при бюджеті 2 млн доларів. За свою гру у фільмі Натвік була номінована на премію Оскар за найкращу жіночу роль другого плану, а Фонда — на премію BAFTA за найкращу жіночу роль. Саймон отримав номінацію на премію Гільдії сценаристів Америки за найкращий адаптований сценарій.

## Сюжет
Корі, вільна від душі молода жінка, та Пол Браттер, консервативний, завзятий чоловік — нещодавно одружена пара, яка переїжджає у квартиру на п'ятому поверсі в Гринвіч-Вілледж. Один із жартів фільму натякає на те, що кожному доводиться підніматися сходами, щоб дістатися до своєї квартири. Корі прикрашає невеликий простір, перетворюючи його в мальовничий маленький будинок для двох. Серед численних їх ексцентричних сусідів — химерний Віктор Веласко, який дружить із Корі і навіть фліртує з нею. Веласко живе на горищі будівлі, тому забирається через вікно Браттерів, щоб дістатися до своєї квартири. Він також допомагає Корі з розбитими опаленням та водопроводами.
Корі призначає дату обіду з Полом, Віктором та матір'ю Корі, Етель Бенкс, щоб змусити матір прийняти Віктора. Корі відчуває, що її мати самотня і потребує любові тепер, коли вона живе одна. Віктор везе їх усіх до албанського ресторану на Стейтен-Айленді, власника якого він знає. Там група п'є, а Корі та Віктор танцюють з танцівницею живота, тоді як Пол та Етель збентежено спостерігають. Згодом Корі та Віктор повертаються до своєї будівлі з піднесеним настроєм, а Пол та Етель втомлені. Коли Віктор проводжає Етель назовні, Корі та Пол починають суперечку з приводу своїх різних характерів. Корі відчуває, що її авантюрному духу заважає обережне ставлення Пола, відзначаючи, що одного разу він відмовився ходити з нею босоніж у парк. Його виправданням був мороз на вулиці. Корі каже, що вона вижене Пола і заведе великого пса, щоб захистити себе від нього. Пол підказує, що це нарешті дозволить їй мати когось, хто ходитиме з нею босоніж у парку. Зрештою вони лягають спати, Корі у своїй крихітній спальні, а Пол на дивані під отвором у світлі в снігову лютневу ніч.
Наступного дня Пол опускається з гарячкою, але Корі все одно наполягає на тому, що хоче розлучення. Їм незручно разом у своїй квартирі, а згодом Корі виганяє Пола. Потім їй дзвонить тітка, яка каже, що Етель не приходила додому. Корі панікує, і врешті-решт дізнається, що її мати була у квартирі Віктора. Поки Віктор проводив її додому до Нью-Джерсі напередодні ввечері, Етель послизнулася на крижаних сходах і впала. Віктор та деякі сусіди відвели її назад до квартири Віктора, де вони ночували. Дивно, але Етель не була одягнена ні в що, крім спідньої білизни та японського кімоно Віктора. З'ясувалося, що Віктор віддав сукню Етель у хімчистку.

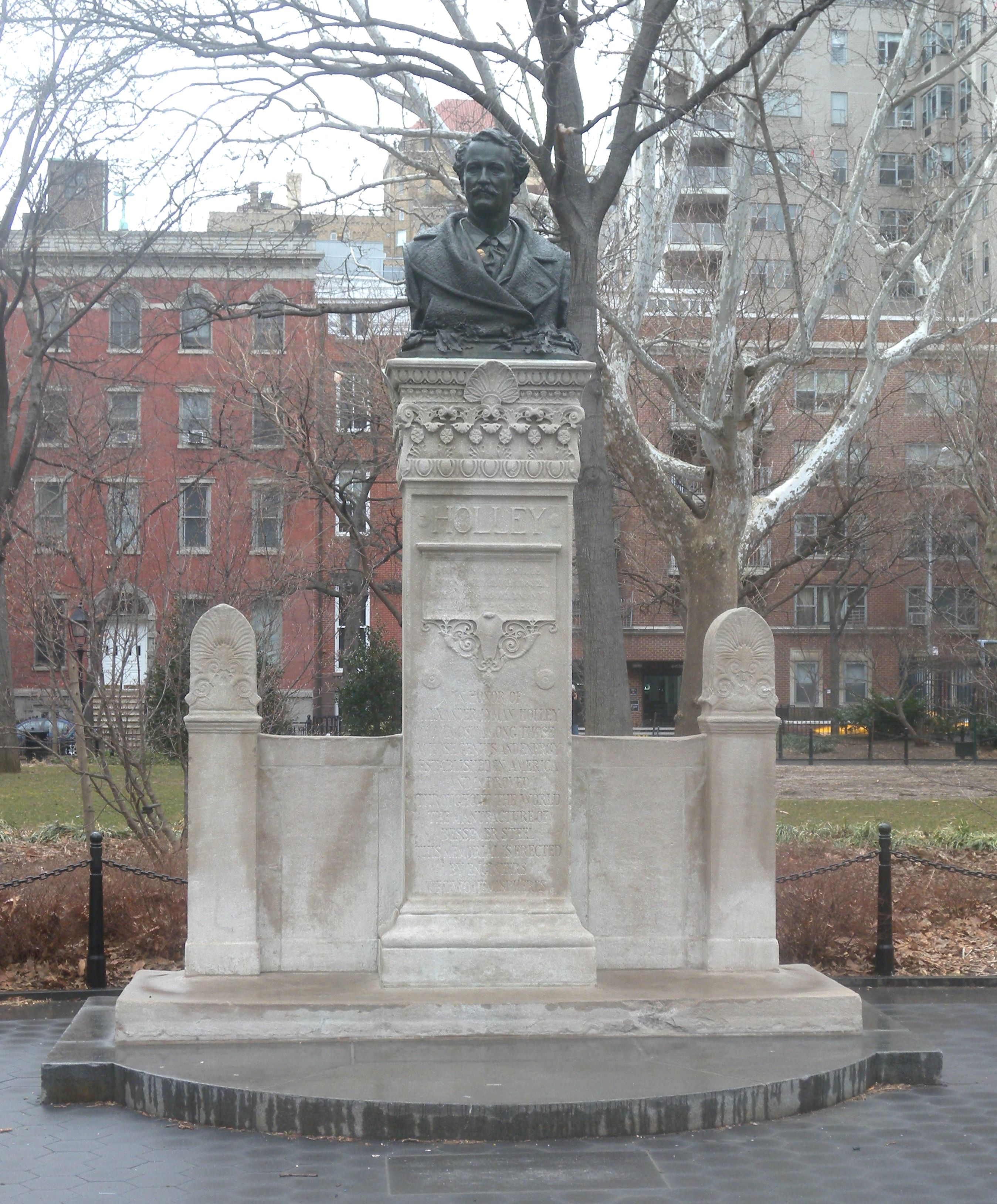
Пам'ятник Олександру Лайману Холлі на Вашингтон-сквер-парку, де Корі у фільмі знаходить п'яного Пола

Тим часом нетверезий Пол пропускає роботу і сидить у парку Вашингтон Сквер. Прислухавшись до поради матері, Корі виходить на пошуки Пола і знаходить його п'яним і босоногим в парку. Колись обережний Пол, зараз веселий і п'яний, тоді як Корі обережно ганяється за ним, щоб змусити протверезіти. Зрештою, Пол каже, що це його квартира, і він повертається додому. Корі йде за ним. Повернувшись до квартири, Пол, все ще п'яний, піднімається на дах квартири. Боячись, що він може впасти, Корі благає його зійти, розмовляючи з ним крізь отвір у стелі. Пол каже, що зійде, лише якщо вона повторить за ним. Він хоче, щоб вона визнала, що її чоловік божевільний п'яний, хоча кілька вечорів тому вона лаяла його за надмірну обережність та практичність, навіть коли він п'яний. Тим часом, зрозумівши, де він перебуває, Пол злякався і ледь не впав з будівлі. Корі просить Пола заспівати албанську народну пісню, яку вони почули в ресторані. Поки він співає, Корі піднімається на дах, щоб допомогти йому спуститися. На вулиці починає збиратися натовп спостерігачів, серед яких Етель та Віктор. Коли Корі дістається Пола, вони цілуються і спускаються назад.

## Акторський склад
- Роберт Редфорд у ролі Пола Браттера
- Джейн Фонда в ролі Корі Браттер
- Шарль Буає у ролі Віктора Веласко
- Мілдред Натвік в ролі Етель Бенкс
- Херб Едельман у ролі Гаррі Пеппера
- Мейбл Альбертсон у ролі Гаррієт
- Фріц Фельд у ролі власника ресторану
- Джеймс Ф. Стоун у ролі розносника
- Тед Хартлі у ролі Френка
- Доріс Робертс у ролі покоївки готелю

## Критика

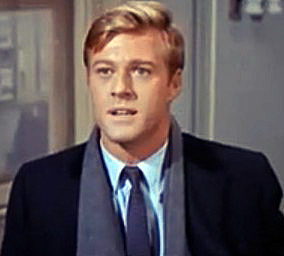
Роберт Редфорд у «Босоніж по парку»

«Босоніж по парку» отримав позитивні відгуки на момент виходу, хоча пізніші відгуки були неоднозначними. На Rotten Tomatoes фільм має рейтинг схвалення 85 % на основі 26 відгуків, із середнім рейтингом 6,9/10. Критичний консенсус вебсайту говорить: 
«„Босоніж по парку“ може вразити деяких сучасних глядачів застарілістю, але те, що йому не вистачає своєчасності, більше ніж компенсує шипучу хімію між зірками». 
Щодо Metacritic, який присвоює оцінки рецензіям, фільм має середньозважену оцінку 55 зі 100, засновану на 8 критиках, що вказує на «змішані або середні відгуки».

Бослі Кроутер з газети Нью-Йорк Таймс писав: 
«Якщо ви насолоджуєтесь романтичним фарсом — старомодним романтичним фарсом, завантаженим невідповідностями та хитрими словесними кляпами, — то вам слід знайти кіноверсію „Босоніж у парку“ на ваш смак… Але якщо вам потрібна певна міра інтелекту та правдоподібності у тому, що, як вважається, є вилученням того, що може трапитися з безрозсудними молодятами сьогодні; якщо ти очікуєш логіки в макіяжі комічних персонажів, що, зрештою, робить їх смішними, замість того, щоб просто задиратися, то будь-те обережні». 
Артур Д. Мерфі з Естради назвав фільм «надзвичайно розважальним комедійним захопленням про молодий шлюб».

Чарльз Чамплін із Los Angeles Times заявив: 
«Високоглянцева комедія низької щільності вимагає особливого дотику, і Роберт Редфорд та Джейн Фонда обробляють себе чудовим, спритним шармом… Як після суфле, ви можете незабаром зголодніти до чогось більш істотного, але поки воно триває, це дуже смачно». 
Брендан Гілл із Нью-Йоркер назвав фільм «смішною екранізацією Ніла Саймона його смішної гри». Лео Салліван з Вашингтон Пост писав: «Відмінний акторський склад якнайкрутіше грає сюжет в повітрі. Що найголовніше, це так само смішно, як ніколи, і робить ідеальним літнім атракціоном».
«Босоніж по парку» провів рекордні 12 тижнів у Music City Hall у Нью-Йорку, заробивши рекордну суму 2,3 млн доларів.

### Нагороди та відзнаки
| Церемонія                             | Категорія                              | Одержувач        | Результат |
| ------------------------------------- | -------------------------------------- | ---------------- | --------- |
| Нагороди Академії                     | Краща жіноча роль другого плану        | Мілдред Натвік   | Номінація |
| Британська академія кінопремій        | Краща іноземна актриса                 | Джейн Фонда      | Номінація |
| Нагороди Laurel                       | Топ комедії                            | Босоніж по парку | 4-е місце |
| Нагороди Laurel                       | Найкраща чоловіча комедійна гра        | Роберт Редфорд   | Номінація |
| Нагороди Laurel                       | Найкраще жіноче комедійне виконання    | Джейн Фонда      | Номінація |
| Нагороди Laurel                       | Найкраща жіноча підтримка              | Мілдред Натвік   | Номінація |
| Нагороди Гільдії письменників Америки | Найкраща написана американська комедія | Ніл Саймон       | Номінація |